# Ṇ
Das Ṇ (kleingeschrieben ṇ) ist ein Buchstabe des lateinischen Schriftsystems, bestehend aus einem N mit einem Unterpunktakzent. Der Buchstabe ist primär in Transliterationen anzutreffen. In IAST wird der Buchstabe für den stimmhaften retroflexen Nasal (IPA: ɳ) verwendet und entspricht dem indischen Buchstaben ण/ণ/ਣ/ણ/ଣ/ண/ణ/ಣ/ണ/ණ. Der Buchstabe ist außerdem nach ISO 9 die Transliteration des kyrillischen Buchstaben Ӊ sowie nach ISO 11940 die Transliteration des Thai-Buchstaben ณ. In Umschriften aus dem Paschtunischen gibt das Zeichen den Buchstaben Nur (ڼ) wieder.
Der Buchstabe wird außerdem im marshallesischen Alphabet verwendet, wo er für den Laut /n̪ˠ/ steht.
Im Alphabet des Ngas, einer tschadischen Sprache, repräsentiert das Ṇ den stimmhaften velaren Nasal [⁠ŋ⁠]. Ṇ ist Teil des Pannigerianischen Alphabets.

## Darstellung auf dem Computer
Unicode enthält das Ṇ an den Codepunkten U+1E46 (Großbuchstabe) und U+1E47 (Kleinbuchstabe).
In TeX kann man das Ṇ mit den Befehlen \d N bzw. \d n bilden.